# ماتيوس بينتو
ماتيوس بينتو (بالبرتغالية: Matheus Pinto‏) هو لاعب كرة قدم برازيلي، ولد في 5 أكتوبر 1992 في ريو دي جانيرو في البرازيل.